# 鄭袤
鄭袤（189年—273年），字林叔，荥阳郡开封县（今河南省开封市）人。東漢儒家學者鄭眾的玄孫。東漢末至西晉初年的大臣，在西晉官至司空，但一直辭讓。

## 生平
鄭袤年幼時父親鄭泰就去世，但年紀小小就很有見識和有鑒別人材的能力。鄭袤後隨叔父鄭渾去江東避難，初時二人受袁術的禮遇，但鄭渾認為袁術早晚也失敗，於是帶著鄭袤去投靠時任豫章太守的好友華歆。華歆因素來與鄭泰友好，因此撫養鄭袤，並視如己子。
後來鄭袤和徐幹都被選為臨淄侯曹植的文學，後轉司隸功曹從事。曹魏代東漢後先後出任司空掾、尚書郎、黎陽縣令、尚書右丞、濟陰太守、大將軍從事中郎和散騎常侍等職，在地方都甚有治跡。後來鄭袤又出任廣平太守，以德教化百姓，得廣平人愛戴。後來被徵召為侍中，離開時百姓都在路邊哭泣。後任少府。
嘉平六年（254年），司馬師廢曹芳，改立曹髦為帝，鄭袤因與河南尹王肅以法駕在元城迎接曹髦入京登位而獲封廣昌亭侯。後再遷任光祿勳，領宗正。次年毌丘儉和文欽在壽春發動起兵討伐司馬師，司馬師於是親征，臨行百官送行，但鄭袤因病而不去。司馬師知道後向王肅表示見不到鄭袤感到失望，鄭袤知道自行乘車追上，並獲司馬師准許與他同車。司馬師亦問如何處理毌丘儉的起事，鄭袤認為軍隊應出其不意，並以深溝和高營壘挫敵方銳氣。司馬師同意。後轉太常。
甘露五年（260年），曹髦起兵反對司馬昭失敗並被殺，曹奐被立為帝，鄭袤因有參與議決而獲進封安城鄉侯。在隨後數年，鄭袤因病失明，多次求退，但都不獲允許，後改拜光祿大夫。後建五等爵，改封密陵伯。
泰始元年（265年），司馬炎逼曹奐禪讓給他，建立西晉，獲進爵密陵侯。鄭袤雖然患病多年，但當時賢士都推薦鄭袤。泰始七年（271年）十二月，鄭袤獲升任司空，但一直辭讓。朝廷最終才准許，並讓他以侯就第，儀同三司。鄭袤於泰始九年正月辛酉（273年2月21日）逝世，享年八十五歲，諡元侯。

## 性格特徵
鄭袤在東漢末年，認為在當時有很高名聲的魏諷是奸雄，最終將會起生禍亂，勸同郡出身的任覽不要親近他。後來魏諷果然在鄴城叛亂。魏諷事敗後，評論者都稱讚鄭袤。鄭袤在曹魏任司空掾時，曾舉薦許允、魯芝和王基。及後三人都獲王朗任命職位，後來都到高位，並有名氣。都見鄭袤鑒別人材的能力。

## 家庭

### 妻
- 孫氏，元配，早死
- 曹氏，繼室，為人行事盡孝和守禮節，得到眾人的歡心。

### 子
- 鄭默，字思元。鄭袤長子，嗣侯。官至光祿勳。
- 鄭質
- 鄭舒。官至大司農。[2]
- 鄭詡，字思淵。官至衛尉[3]
- 鄭稱
- 鄭予

### 孫
- 鄭球，鄭默子，官至尚書右僕射，封平壽公。
- 鄭豫，鄭球弟，尚書。

## 延伸阅读
[在维基数据编辑]
 《晉書/卷044》，出自房玄齡《晉書》